# Ghost of Tom Joad
Ghost of Tom Joad est un un groupe allemand de post-punk, originaire de Münster, actif entre 2006 et 2012.

## Histoire
Ghost of Tom Joad se forme le 16 février 2006. Le nom du groupe vient du morceau The Ghost of Tom Joad de Bruce Springsteen, qui est également reprise par Junip. Leur premier EP Is This What You Call a Fronterlebnis? est vendu lors des concerts et via leur site web. Le 8 février 2008, le premier album No Sleep Until Ostkreuz sort. Le 6 février 2009 suit le deuxième album Matterhorn, qui est plutôt sombre par rapport à son prédécesseur.
Dès le mois d'octobre de leur année de création, ils jouent en première partie du [Lost Patrol Band et Madsen. Ils jouent également avec Maxïmo Park, Coheed and Cambria, Kettcar, Tomte, Samiam, Mando Diao, State Radio et font une tournée avec Muff Potter, dont le guitariste Dennis Scheider prend en charge le management et la production de Ghost of Tom Joad.
En 2011, le groupe publie son dernier album en date, Black Musik,. Le 13 janvier 2012, le groupe annonce sa séparation par le biais de son label Richard Mohlmann Records et de Facebook avec une vidéo YouTube après quatre concerts d'adieu en avril 2012.

## Style musical
Selon le producteur Dennis Scheider, le groupe explique : « imaginez qu'Elliott Smith, Marvin Gaye et Ian MacKaye aient fondé Einstürzende Neubauten » (biographie officielle du groupe). Le magazine Visions écrit qu'« ils tirent la puissance du punk et le dynamisme de la new wave ». 

## Discographie
- 2007 : Is This What You Call a Fronterlebnis? (EP, auto-distribution)
- 2008 : No Sleep Until Ostkreuz (album, Richard Mohlmann / Indigo)
- 2008 : Köln-Brüssel-Paris (EP, Richard Mohlmann)
- 2009 : Matterhorn (album, Richard Mohlmann / Indigo)
- 2011 : Black Musik (album, Richard Mohlmann / Universal)